# Erlenbach (Kocher)
Der Erlenbach ist ein kurzes Gewässer im Stadtgebiet von Öhringen im Hohenlohekreis im nördlichen Baden-Württemberg, das gegenüber dem Öhringer Dorf Möglingen von links und Südosten in den Kocher mündet.

## Geographie

### Verlauf
Der offene Unterlauf des Erlenbachs entsteht am Sträßchen Kirchhalde am Nordrand des Dorfs Baumerlenbach von Öhringen auf etwa 230 m ü. NN. In nordwestlicher Richtung zieht er durch seine hier beginnende Waldklinge Erlengrund zwischen dem Reifenberg links und dem Heiligenberg rechts. Dabei passiert er einen alten Muschelkalksteinbruch im Reifenberg, der heute als Deponie verfüllt wird. Die K 2333 von Baumerlenbach in Richtung Möglingen begleitet ihn links. Nach einem halben Kilometer mündet er oberhalb des Möglinger Wehrs von links auf etwa 172,5 m ü. NN in den hier westwärts fließenden Kocher.
Die Klinge des Bachs setzt sich bergwärts durch Baumerlenbach als flachere Mulde fort, im Dorfbereich ist vom Erlenbach wenig zu sehen. Oberhalb gibt es etwa am Hahnenbusch ein kurzes Stück wasserführenden Feldweggrabens vom rechten Hang.

### Einzugsgebiet
Der Erlenbach entwässert 1,6 km² der Hohenloher Ebene, sein Einzugsgebiet gehört ganz zur Baumerlenbacher Gemarkung der Stadt Öhringen. Jenseits der Wasserscheide entwässern alle Konkurrenten ebenfalls zum Kocher. Im Norden grenzt die Wasserscheide gegen das unmittelbare Einzugsgebiet des Kochers, im Osten gegen die in etwa 1,5 km Entfernung nördlich zu diesem laufende Ohrn, im Süden und Südwesten gegen die Brettach und einige rechte Zuflüsse von ihr, im Westen gegen den Heckenfließbach, der am Oberlauf Riedbach heißt. Die Wasserscheide ist nur im Norden und Osten gegen Kocher und Ohrn ausgeprägt. Der höchste Punkt des Einzugsgebiets liegt auf dem 288,8 m ü. NHN hohen  Kronenberg an der linken Seite des Ohrntals, der tiefste auf etwa 172,5 m ü. NN an der Mündung.

## Geologie
Um tieferen Untergrund liegt überall im Einzugsgebiet der Obere Muschelkalk, der nur im heute als Deponie genutzten Steinbruch links der unteren Klinge und am Kocherufer offen ansteht. Über diesem liegt auf den unteren Hängen des Heiligenbergs rechts und des Reifenbergs links der Klinge sowie im Ortsbereich von Baumerlenbach geschlossen der Lettenkeuper (Erfurt-Formation), im klingenferneren Einzugsgebiet überall Lösssediment aus quartärer Ablagerung.

### LUBW
Amtliche Online-Gewässerkarte mit passendem Ausschnitt und den hier benutzten Layern: Lauf und Einzugsgebiet des Erlenbachs

Allgemeiner Einstieg ohne Voreinstellungen und Layer: Daten- und Kartendienst der Landesanstalt für Umwelt Baden-Württemberg (LUBW) (Hinweise)
1. ↑  Höhe nach dem Höhenlinienbild auf dem Hintergrundlayer Topographische Karte.
2. 1 2  Höhe nach grauer Beschriftung auf dem Hintergrundlayer Topographische Karte.
3. ↑  Länge nach dem Layer Gewässernetz (AWGN).
4. ↑  Einzugsgebiet nach dem Layer Basiseinzugsgebiet (AWGN).

### Andere Belege
1. ↑  Wolf-Dieter Sick: Geographische Landesaufnahme: Die naturräumlichen Einheiten auf Blatt 162 Rothenburg o. d. Tauber. Bundesanstalt für Landeskunde, Bad Godesberg 1962. → Online-Karte (PDF; 4,7 MB)
2. ↑  Geologie nach den Layern zu Geologische Karte 1:50.000 auf: Mapserver des Landesamtes für Geologie, Rohstoffe und Bergbau (LGRB) (Hinweise)